# Bardo (banda)
Bardo foi um grupo duo britânico constituído por Sally-Ann Triplett e Stephen Fischer) formado para representar o Reino Unido no Festival Eurovisão da Canção 1982 com a canção  "One Step Further". Triplett tinha feito parte da banda Prima Donna. O grupo terminou em 7º lugar e a música alcançou o 2º lugar do top britânico de vendas.
Triplett foi também uma notável atriz de teatro em peças como Anything Goes e Guys and Dolls.

## Discografia

### Singles
- Março de 1982 - One Step Further / Lady Of The Night (Epic)
- Maio de 1982 - Talking Outta Line / Always Thinking Of You (Epic)
- Janeiro 1983 - Hang On To Your Heart / I Write You A Letter (Epic)

Foi projetado um álbum que, contudo não se concretizou.